# XX (album O.S.T.R.-a)
XX – album polskiego rapera i producenta muzycznego O.S.T.R.-a, wydany nakładem Tabasko Nagrania. Premiera wersji cyfrowej odbyła się 31 maja 2024 roku. Wersja CD ukazała się 28 czerwca 2024 roku.
Materiał został wyprodukowany przez O.S.T.R.-a, a miksowanie i mastering wykonał DJ Haem.
Album zadebiutował na 87. miejscu listy OLiS.

## Odbiór
Recenzent portalu Interia przyznał albumowi ocenę 7/10. Docenił teksty dobrze oddające historyczne realia dwudziestolecia międzywojennego i fakt, że nie towarzyszy temu zbędny patos. Zdecydowanie pochwalił produkcję, stwierdzając: „oprawą muzyczną trzeba się po prostu zachwycać”. Recenzję podsumował opinią o powrocie rapera do formy.

## Lista utworów
| Nr  | Tytuł utworu                   | Długość |
| --- | ------------------------------ | ------- |
| 1.  | „XX Przedsłowie”               | 0:48    |
| 2.  | „Obiecana ziemia”              | 3:23    |
| 3.  | „Wierszokleta”                 | 3:15    |
| 4.  | „Czarny czwartek”              | 3:14    |
| 5.  | „Kercelak”                     | 3:12    |
| 6.  | „Okultystyczny zefir”          | 2:57    |
| 7.  | „Złoty róg”                    | 3:32    |
| 8.  | „Zima stulecia (skit)”         | 1:47    |
| 9.  | „Na widoku”                    | 3:03    |
| 10. | „7 palców”                     | 3:12    |
| 11. | „Tango porcjarza”              | 3:21    |
| 12. | „Belweder” (gościnnie DJ Haem) | 3:24    |
| 13. | „XX Sztych”                    | 3:35    |
|     |                                | 38:43   |

Źródło

## Single
1. „Kercelak” – 24 maja 2024[7]
2. „Tango porcjarza” – 31 maja 2024[1]

## Wideografia
1. „Kercelak” – Paweł Zawadzki, 2024[7]
2. „Tango porcjarza” – Dan Thurlow, 2024[1]

## Nagrody i nominacje
Album zdobył nagrodę Fryderyka 2025 w kategorii Album roku hip hop.